# 正親町雅子
正親町 雅子（おおぎまち なおこ、享和3年11月1日（1803年12月14日） - 安政3年7月6日（1856年8月6日））は、江戸時代後期の女院（最後の女院）。父は正親町実光。母は四辻公亨の娘千栄子。子に孝明天皇のほか二皇子一皇女をもうけた。正親町家は閑院流洞院家の支流にあたる名門で、家格は羽林家。

## 生涯
1820年（文政3年）仁孝天皇の後宮に入って権典侍となり、翌1821年（文政4年）典侍となる。1842年（天保13年）正五位下に叙され、翌1843年（天保14年）には藤大納言局と称した。1847年（弘化4年）に宮仕えを退いて従三位を与えられて、実家の正親町家に引き取られる。1849年（嘉永2年）剃髪すると、朝廷では女院号と屋敷地を与えることが議論された。幕府は仁孝天皇の正妃である鷹司祺子が既に崩じて女院が不在の状況であったことや既に宮廷を退いて影響力がないことから存命中の女院号贈与に同意、1850年（嘉永3年）准三后となって院号宣下を受け新待賢門院と号した（同院号として後村上天皇の生母阿野廉子がいるが、明治以前の宮廷では南朝の正統性が認められなかったため問題視されなかった）。京都府京都市東山区今熊野泉山町の泉涌寺内にある月輪陵に墓がある。